# قرار مجلس الأمن التابع للأمم المتحدة رقم 768
قرار مجلس الأمن التابع للأمم المتحدة رقم 768، الذي تم تبنيه بالإجماع في 30 يوليو 1992، بعد التذكير بالقرارات السابقة حول هذا الموضوع بما في ذلك القرارات 501 (1982)، 508 (1982)، 509 (1982) و520 (1982) وكذلك دراسة تقرير الأمين العام بشأن قوة الأمم المتحدة المؤقتة في لبنان (اليونيفيل) التي تمت الموافقة عليها في 426 (1978)، قرر المجلس تمديد ولاية اليونيفيل لمدة ستة أشهر أخرى حتى 31 كانون الثاني 1993.
ثم أعاد المجلس التأكيد على ولاية القوة وطلب إلى الأمين العام تقديم تقرير عن التقدم المحرز فيما يتعلق بتنفيذ القرارين 425 (1978) و426 (1978).

## روابط خارجية
- نص القرار في undocs.org